# Gnejusz Domicjusz Kalwinus Maksymus
Gnaeus Domitius Calvinus Maximus – rzymski polityk żyjący na przełomie IV i III wieku p.n.e.
W 299 p.n.e. został wybrany na urząd edyla, a w 283 p.n.e. razem z Publiuszem Korneliuszem Dolabellą na urząd konsula. Według Appiana Domicjusz pokonał plemię Senonów w Etrurii. W 280 p.n.e. został wybrany na urząd dyktatora w celu przeprowadzienia wyborów. W tym samym roku wybrany na urząd cenzora, był pierwszym plebejuszem na tym stanowisku, który zamknął lustrum.
Był synem Gnejusza Domicjusza Kalwinusa, konsula z 332 p.n.e.